# Bizkaikoloreak
Bizkaikoloreak (übersetzt aus dem Baskischen Farben der Biskaia) ist ein Straßenradrennen für Juniorinnen in Spanien.
Das Etappenrennen wurde erstmals im Jahr 2020 ausgetragen und ist Bestandteil des UCI Women Junior Nations’ Cup. Die Strecke führt in zwei Etappen durch das spanische Baskenland in der Provinz Bizkaia.

## Palmarès
- 2020  Ines Cantera
- 2021  Mijntje Geurts
- 2022  Nienke Vinke
- 2023  Julie Bego
- 2024  Cat Ferguson